# Paraplagusia blochii
Paraplagusia blochii är en fiskart som först beskrevs av Bleeker, 1851.  Paraplagusia blochii ingår i släktet Paraplagusia och familjen Cynoglossidae. Inga underarter finns listade i Catalogue of Life.